# 史蒂夫·海耶斯
史蒂文·伦纳德·海耶斯（英語：Steven Leonard Hayes，1955年8月2日—），美国NBA联盟前职业篮球运动员。他在1977年的NBA选秀中第4轮第76顺位被纽约尼克斯选中。